# Ferdinand al II-lea de Austria
Arhiducele Ferdinand al II-lea (14 iunie 1529 – 24 ianuarie 1595) aparținând Casei de Habsburg, a fost guvernator al Boemiei din 1547 până în 1566 și suveran al Tirolului și Austriei Anterioare începând din 1564.
Ferdinand a fost al doilea fiul lui Ferdinand I, împăratul Sfântului Imperiu Roman și al soției sale, Anna Iagello. A fost fratele mai mic al împăratului Maximilian al II-lea. În 1556 a fost comandantul campaniei militare din Ungaria împotriva Imperiului Otoman.  